# Kühdorf
Kühdorf település Németországban, azon belül Türingiában. Lakosainak száma 59 fő (2022. december 31.).

## Népesség
A település népességének változása:
| Lakosok száma | 59   | 59   | 62   | 59   |
|               | 2017 | 2019 | 2021 | 2022 |